# Idioma inglés en México

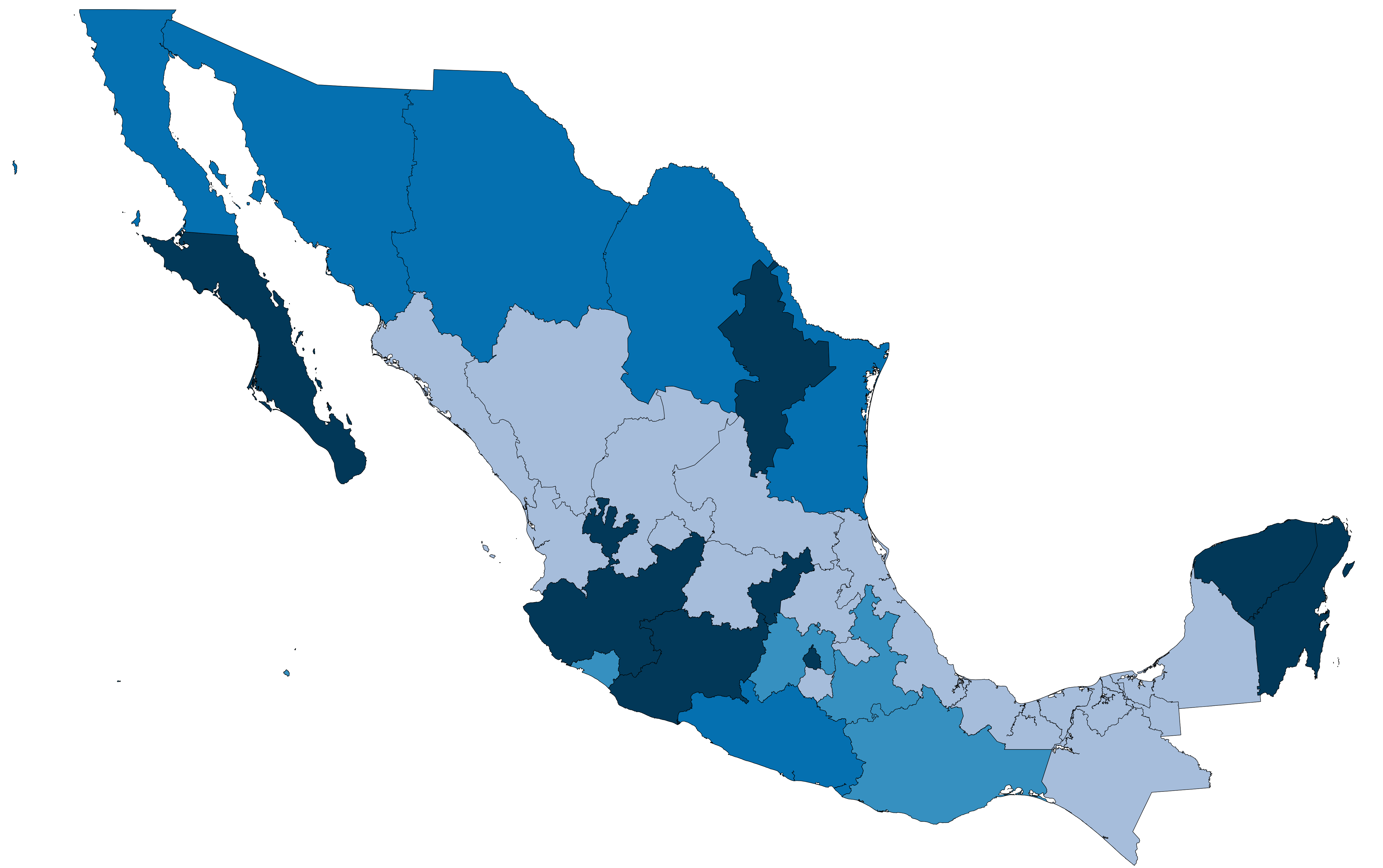
Componencia del conocimiento básico de inglés en México.

Si bien el inglés en México hace referencia al estudio del idioma inglés, lo cierto es que, como país independiente, México ha estado históricamente ligado a este idioma debido a su frontera con los Estados Unidos y Belice, a su conexión turística con Canadá y a sus lazos académicos con el Reino Unido. Es la cuarta lengua más hablada de México (después del español, el náhuatl y el maya yucateco), actualmente se estiman que hay más de 50 millones de mexicanos que lo hablan a un nivel básico (lo que es más de un 40%)y 6 millones de manera fluida (5%). También existen lugares donde el inglés es incluso la segunda lengua dominante como Cancún, Ciudad de México, Puerto Vallarta, Tulum, entre otros.
A pesar de haber nativos en el país (mayoritariamente estadounidenses), el inglés no tiene reconocimiento oficial pero su enseñanza es obligatoria, también es necesaria para egresar de la universidad en la mayoría de carreras.
México posee niveles altos de conocimiento de inglés dentro de América Latina. Pero, para muchos el colegio parece ser el único lugar donde se aprenden idiomas, desafortunadamente los estudiantes mexicanos que cuentan con mayor acceso al aprendizaje del idioma son los que pertenecen a escuelas privadas ya que en dichas instituciones se toma la enseñanza del inglés como parte de los programas de estudio desde nivel preescolar, por el contrario, en la mayoría de las escuelas públicas no se enseña el idioma y eso revierte en encontrarse luego con limitaciones al viajar al extranjero o acceder a un puesto de empleo, solo el 7% de la población activa es contratada por empresas multinacionales. (dato mencionado en el congreso Mextesol 2017)
Sin embargo solo 5% de la población habla el idioma.
El consejo Británico estima que el 21% de la población mexicana estudia inglés, esto incluye el aprendizaje de los estudiantes
a través de todos los canales posibles: educación pública, a nivel primario, secundario, terciario y privado, incluyendo a individuos y organizaciones que aprenden inglés de forma privada o de manera independiente.

## Historia

En las rejas del acceso al cementerio británico está un lema en inglés que dice Blessed are the dead who die in the Lord (Benditos son quienes mueren en el Señor).

Durante el gobierno de Plutarco Elías Calles, se establecieron asentamientos mormones en el estado de Chihuahua. Crearon comunidades rurales y campesinas que produjeran las tierras del altiplano chihuahuense a cambio de que se les dejara profesar su culto sin persecución y hostigamiento. Fundaron la Colonia Juárez y la Colonia Dublán, en el municipio de Casas Grandes, estos inmigrantes venían procedentes de Utah con fuertes lazos anglo-estadounidenses. Las colonias mormonas en México son ciudades cerca de la Sierra Madre establecidas por los pioneros mormones. Fueron fundadas por miembros de La Iglesia de Jesucristo de los Santos de los Últimos Días, incluyendo Brigham Young (hijo) y Charles Sreeve Peterson, en el siglo XIX como parte de un gran esfuerzo colonizador instigado por Brigham Young, que salpicó el mapa del Oeste de los Estados Unidos, el sur de Alberta, y el norte de México con asentamientos mormones. Además de las colonias en Chihuahua, existían otros asentamientos mormones en el estado de Sonora que ahora están abandonados. Los miembros de la familia Pratt-Romney, Le-Baroy tienen sus raíces en estas colonias chihuahuenses, incluyendo tanto Marion G. Romney y George W. Romney, que nacieron allí.
En el estado de Jalisco es donde vive la comunidad más numerosa de estadounidenses que ronda en 30,000 ciudadanos y es considerada la comunidad más grande de estadounidenses fuera de su país, viven principalmente en Chapala, Guadalajara y Puerto Vallarta. Ellos son jubilados y veteranos de guerra que han comprado casas, principalmente en Ajijic.
Aunque el español es la lengua mayoritaria de México, el inglés es usado ampliamente en los negocios con el exterior debido a que es la lengua franca mundial y a que el gobierno está interesado en abrir sectores industriales y mantener estrechas relaciones con países extranjeros. El dominio del idioma inglés es una característica muy demandada en la búsqueda de empleados profesionistas, lo cual ha llevado a un incremento exponencial en la cantidad de escuelas e institutos de enseñanza del inglés y la mayoría de las escuelas privadas ofrecen educación bilingüe e incluso lo que se ha denominado «bicultural». Para profundizar en lo anterior, hay dos tipos de escuelas privadas con currículo en inglés: la escuela bilingüe, donde los niños comienzan a aprender inglés a los tres años a tiempo completo, luego en primaria y secundaria, reducido a dos o tres horas diarias; y la escuela bicultural, donde los estudiantes ocupan el 50% de su tiempo aprendiendo inglés, es decir los contenidos que se les enseñan en español también son aprendidos en inglés, en otras palabras se ejecuta una correspondencia de contenidos en la lengua materna y la segunda lengua (inglés). En el ámbito educativo, de mediados de la década de los noventa a la fecha, ha habido un gran crecimiento de las escuelas bilingües y biculturales, y es de esperarse que en los próximos años dicho número se incremente de manera más o menos acelerada. Uno de los detonantes principales fue la firma del Tratado de Libre Comercio entre México, Estados Unidos y Canadá, que entró en vigor el 1 de enero de 1994.
También es un idioma importante y se habla principalmente aunque de forma minoritaria en las ciudades fronterizas debido a la cercanía con Estados Unidos, pero en estas, al igual que en algunas del lado estadounidense, se ha mezclado con el español creando un dialecto híbrido llamado espanglish. El inglés también es el idioma principal de las comunidades de inmigrantes estadounidenses en las costas de Baja California y la lengua materna de los descendientes de comunidades mormonas establecidas en el estado de Chihuahua desde 1912.

## Situación actual del inglés en México

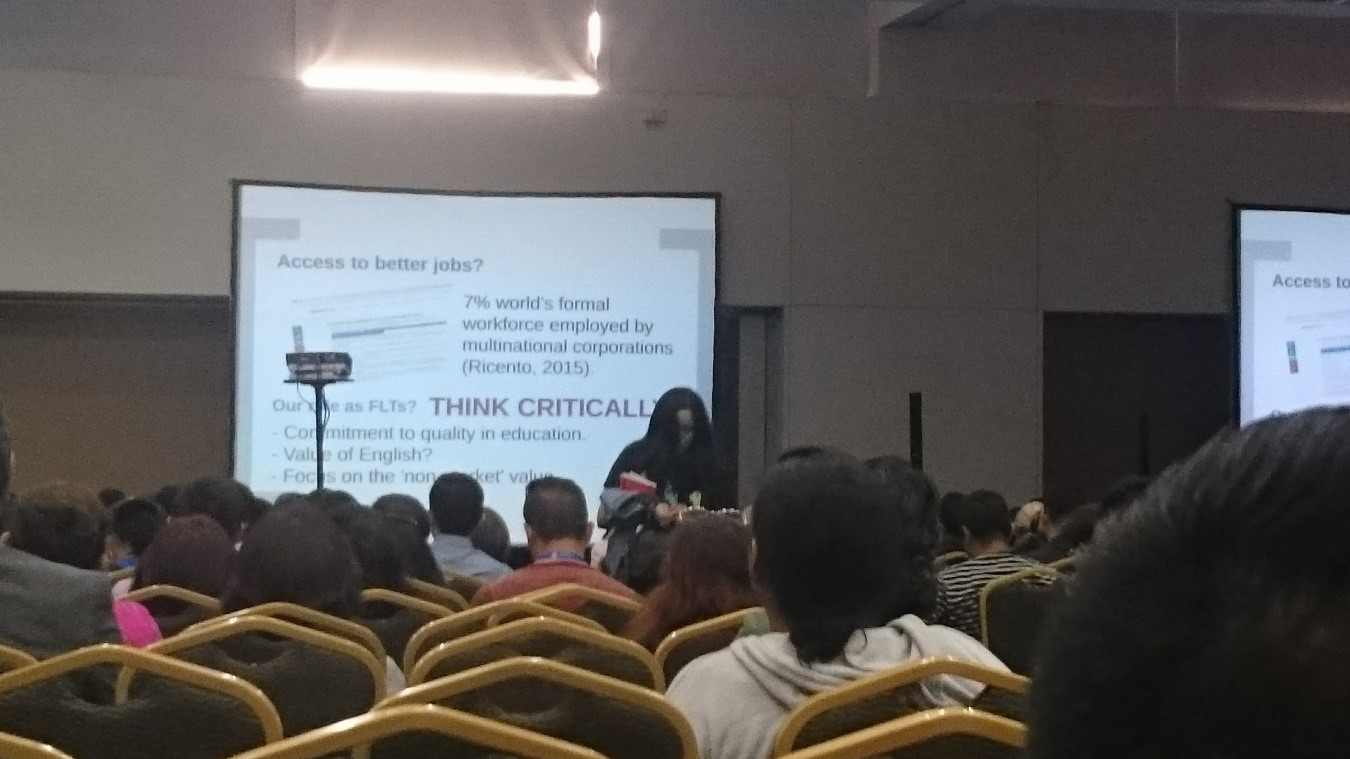
Porcentaje de población activa contratada por empresas multinacionales.

De acuerdo a la Asociación Nacional de Universidades e Instituciones de Educación Superior (ANUIES), el 48% de las instituciones considera al inglés como materia obligatoria y 41% considera como requisito tener un segundo idioma para titularse. No obstante, muchas universidades mexicanas no tienen un programa de inglés institucional ni centralizan el proceso de evaluación del nivel de Inglés de los estudiantes, la mayoría de ellas cobran una tarifa adicional para que los alumnos obtengan sus niveles y se certifiquen en el idioma. Sin embargo,  los alumnos deben obtener un mínimo de alrededor de 450 puntos en la prueba institucional de Inglés como Lengua Extranjera (TOEFL Test Of English as a Foreign Language) o su equivalente en otras pruebas de inglés reconocidas internacionalmente, esto establecido como requisito de titulación. Este tipo de evaluación está siendo utilizada para proporcionar evidencia medible de su calidad educativa y por lo tanto, para competir por la asignación de fondos. La suposición subyacente de esta política parece ser que al establecer este requisito para los estudiantes, se les alentará u obligará a mejorar su nivel de competencia en inglés. 
A nivel país, no existen estadísticas oficiales del nivel de dominio del idioma. Según una encuesta del instituto de investigación CIDAC, de 2009, 4% de la población domina el inglés; para la Encuesta de Bienestar Autorreportado del INEGI de 2012 era el 9.4%, y según un estudio de Consulta Mitofsky de 2013 el 11.6% de los mexicanos hablan inglés. De acuerdo con el Índice de Nivel de Inglés 2014 (English Proficiency Index) de Education First, México está en el lugar 39 de 63 países evaluados en el dominio del idioma, y ocupa el sexto lugar en América Latina, por debajo de Argentina, República Dominicana, Perú, Ecuador y Brasil.
En México es latente la falta de personal docente, tanto los maestros actuales como los futuros que están en camino provenientes de las universidades mexicanas, consideran como el mayor desafío para los mexicanos el éxito del PNIEB (Programa Nacional de Inglés en Educación Básica). además sostienen la creencia de que los estudiantes están interesados en aprender inglés, la enseñanza, los materiales son adecuados y el costo es mínimo e incluso en la mayoría de los casos es gratuito, pero hay una falta de maestros preparados para impartir la materia, ya que en algunas escuelas se está dando la situación de que el maestro titular del grupo da la clase de Inglés aun no teniendo la preparación para ello. Se pueden encontrar oportunidades en áreas que necesitan mejoras, como la necesidad de contratar y preparar más a los profesores de idiomas.
En el ámbito industrial las habilidades del idioma inglés serán cada vez más estrechamente alineadas con la empleabilidad, y esto podría combinarse con el interés en el apoyo corporativo para el idioma inglés. La percepción del inglés en México está cambiando. se visualiza cada vez como una habilidad necesaria para que México pueda comerciar y comprometerse con una comunidad internacional más amplia y, a la inversa.

## La enseñanza del inglés en México: retos y oportunidades
Uno de los principales retos que enfrenta el sistema educativo mexicano es el bajo nivel de competencia en inglés de sus estudiantes. Según Rivera Cabello y Moreno Villamar (2022), la mayoría de los estudiantes evaluados se encuentran en niveles A1 y A2 del Marco Común Europeo de Referencia para las Lenguas, con solo un pequeño porcentaje alcanzando niveles intermedios o avanzados. 
Estos resultados son consistentes con el índice Education First English Proficiency Index (2023), que ubica a México en los niveles más bajos de dominio del idioma a nivel mundial. Davies (2020) refuerza esta visión al señalar que, aunque existen instituciones exitosas como escuelas bilingües y centros de idiomas, la mayoría de los programas de inglés en instituciones públicas no producen avances sustanciales. Estudios como el de González et al. (2004) y Aquino et al. (2017) reportan que hasta el 90% de los estudiantes de nuevo ingreso a la universidad y más del 95% de los alumnos de secundaria pública no alcanzan los niveles esperados de inglés.
La baja competencia en inglés no se debe únicamente a los programas escolares, sino también a factores contextuales. Iturria-Cedillo (2023) destaca cómo elementos como el entorno familiar, la motivación del estudiante, el nivel socioeconómico y la falta de exposición real al idioma afectan significativamente el proceso de aprendizaje. Además, muchos estudiantes no perciben el inglés como una prioridad, lo cual se agrava en contextos rurales o marginados. 
Otro obstáculo señalado por Davies (2020) es que los esfuerzos por profesionalizar la enseñanza del inglés no han dado los frutos esperados. A pesar del aumento en la cantidad de docentes con formación académica especializada, los resultados en el aprendizaje siguen siendo deficientes, lo que sugiere que el problema va más allá de la capacitación docente y está arraigado en las estructuras y condiciones del sistema educativo.

## La cultura como parte de la enseñanza del idioma
Una dimensión muchas veces descuidada en el proceso de enseñanza del inglés es el componente cultural. Méndez Rojas (2024) demuestra que integrar contenidos culturales en las clases de inglés no solo motiva a los estudiantes, sino que también mejora su comprensión y competencia comunicativa. A través de un estudio en el Centro de Idiomas Orizaba de la Universidad Veracruzana, la autora encontró que el 100% de los estudiantes consideró muy importante la inclusión de la cultura en el aprendizaje del inglés, y que este enfoque favorece el desarrollo de habilidades y actitudes interculturales clave para la comunicación real. Este enfoque responde a las propuestas de Byram y Flemming (1998), quienes afirman que enseñar una lengua sin su contexto cultural impide el desarrollo de una competencia comunicativa efectiva. Al incorporar tradiciones, costumbres, expresiones idiomáticas y aspectos sociales en el aula, los estudiantes logran conectar el idioma con situaciones reales.
Con base en el estudio anterior, las razones más destacadas para considerar importante la cultura se encuentran:
- Permite una mejor comunicación con hablantes nativos.
- Ayuda a comprender otros modos de vida y costumbres.
- Es parte de la identidad personal y nacional.

- Enriquece el aprendizaje al hacerlo más significativo e interesante.

## Necesidades urgentes de investigación
Davies (2020) hace un llamado a la comunidad académica a dirigir sus investigaciones hacia los problemas reales del ELT en México. Aunque existe una abundante producción académica sobre temas globales de la lingüística aplicada, hace falta más investigación empírica que evalúe el impacto real de los programas educativos, identifique modelos exitosos y proponga soluciones escalables. Para mejorar el sistema, es crucial conocer datos precisos sobre el nivel de inglés de los estudiantes en distintas etapas, las trayectorias de aprendizaje de los hablantes competentes y el impacto de políticas como el Programa Nacional de InglÉs (PRONI). El panorama de la enseñanza del inglés en México muestra una coexistencia entre experiencias exitosas en contextos privilegiados y un fracaso sistemático en la mayoría de las escuelas públicas. Factores como la falta de continuidad, la escasa integración de contenidos culturales, la desmotivación estudiantil, la desigualdad regional y la limitada investigación sobre el tema agravan el problema. Superar estos retos requiere una política educativa articulada, una inversión sostenida, un rediseño metodológico y una estrategia de evaluación robusta y transparente. La enseñanza del inglés no debe entenderse solo como una meta curricular, sino como un medio de acceso al conocimiento, al empleo y a la participación global.